# Landspítali

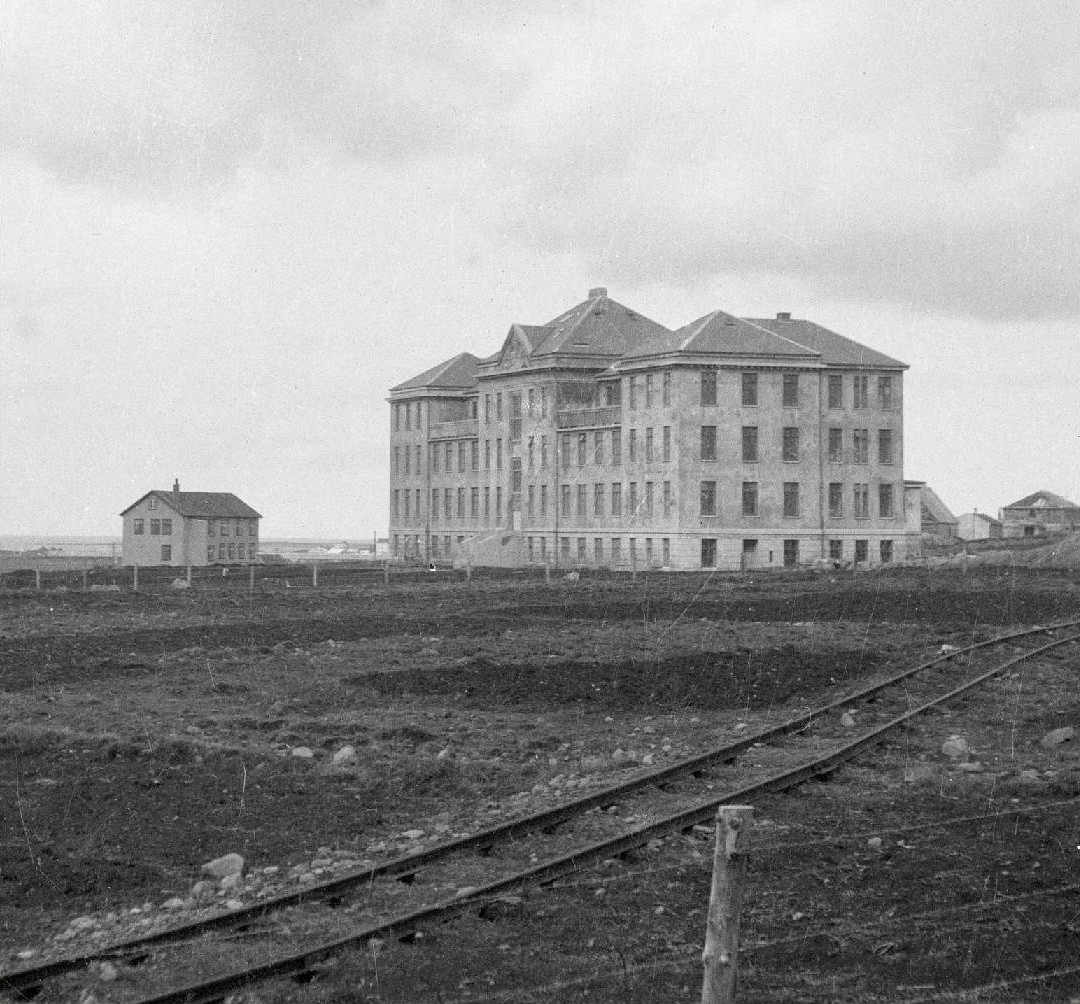
Landspitali (1935)

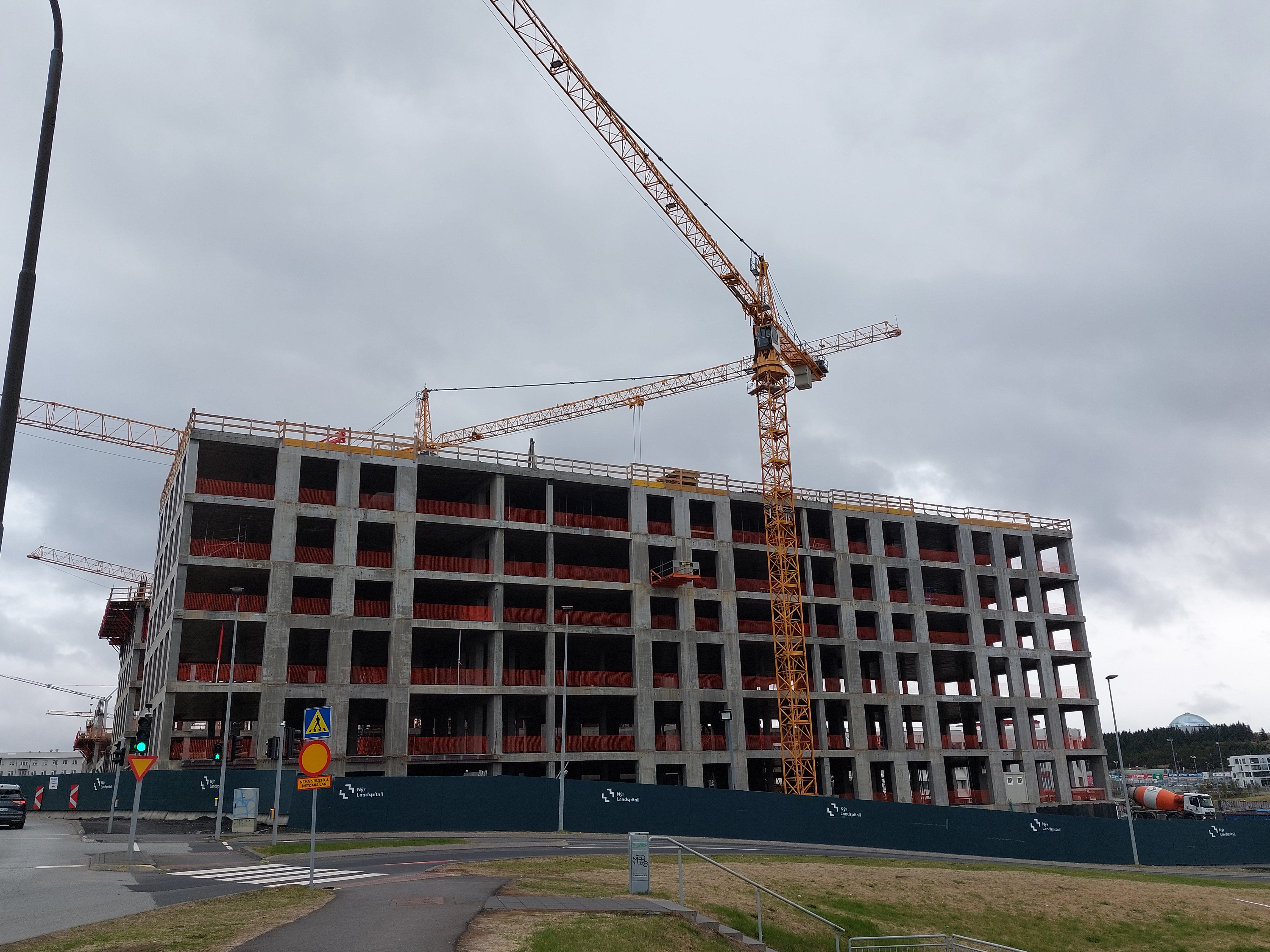
Der Umbau 2023

Der Landspítali ist ein allgemeines Krankenhaus in Reykjavík und zugleich das größte in Island. Das im internationalen Vergleich mittelgroße Krankenhaus verfügt über circa 600 Betten. Es verfügt auch über offene und geschlossene psychiatrische Stationen sowie eine Tagesklinik für Psychiatrie und Psychotherapie. Der Landspítali ist zugleich ein Lehrkrankenhaus für die Universität Islands.

## Geschichte
Das heutige Krankenhaus entstand im Jahr 2000 durch die Fusion des damaligen, im Jahr 1930 eröffneten Landspítali (Ríkisspítali), mit dem städtischen Krankenhaus von Reykjavík (Borgarspítali). Bereits vor der Eröffnung des Landspítali gab es zahlreiche Kliniken der Allgemeinmedizin sowie der Fachmedizin in der Hauptstadt. Mit dem Landspítali sollte ein einheitliches Klinikum geschaffen werden. 